# Ricardo Flores Magón, Güémez
Ricardo Flores Magón är en ort i Mexiko.   Den ligger i kommunen Güémez och delstaten Tamaulipas, i den centrala delen av landet, 500 km norr om huvudstaden Mexico City. Ricardo Flores Magón ligger 198 meter över havet och antalet invånare är 135.
Terrängen runt Ricardo Flores Magón är platt. Runt Ricardo Flores Magón är det glesbefolkat, med 11 invånare per kvadratkilometer. Närmaste större samhälle är Ciudad Victoria, 15,0 km väster om Ricardo Flores Magón. Trakten runt Ricardo Flores Magón består till största delen av jordbruksmark.